# Доменикан, Николай Владимирович
Николай Владимирович Доменикан (1 марта 1932 год, деревня Груцково, Несвижский район, Минская область — 15 февраля 2012 год) — первый секретарь Барановичского райкома КПБ. Герой Социалистического Труда (1985). Депутат Верховного Совета Белорусской ССР и Республики Беларусь.

## Биография
Родился в 1932 году в крестьянской семье в деревне Груцково. После окончания в 1950 году средней школы в деревне Снов обучался в Ленинградском ветеринарном институте, который окончил в 1955 году. Работал ветеринаром.
С 1961 по 1964 года — директор экспериментальной базы «Вольно-Чернихово». С 1964 года — заместитель и с 1965 года — первый заместитель начальника Брестского областного управления сельского хозяйства.
В 1971 году окончил без отрыва от производства Минскую партийную заочную высшую школу при ЦК КПСС. В 1973 году назначен первым секретарём Барановичского райкома КПБ.
Будучи первым секретарём Барановичского райкома, занимался организацией сельскохозяйственного производства, строительством объектов промышленного и социального назначения. Указом Президиума Верховного Совета СССР от 5 декабря 1985 года за успехи в увеличении продукции животноводства, досрочное выполнения плана 11 пятилетки удостоен звания Героя Социалистического Труда с вручением ордена Ленина и золотой медали «Серп и Молот».
С 1991 по 1995 года — председатель районного Совета депутатов.
Неоднократно избирался депутатом Верховного Совета Белорусской ССР и Республики Беларусь (1975—1995). В 2010 году участвовал в II—IV Всебелорусских народных собраниях.
Скончался в 2012 году.

## Сочинения
- «Обновление», 1988
- Земля и люди, 2001
- История одной судьбы, 2008

## Память
Его именем названа одна из улиц в городе Барановичи.

## Награды
- Орден Ленина — дважды
- Орден Трудового Красного Знамени — дважды
- Орден «Знак Почёта»
- Почётный гражданин Барановичского района